# Cecidomyia spongivora
Cecidomyia spongivora är en tvåvingeart som först beskrevs av Walker 1848.  Cecidomyia spongivora ingår i släktet Cecidomyia och familjen gallmyggor.
Artens utbredningsområde är Ontario. Inga underarter finns listade i Catalogue of Life.